# Pierre-Alexandre Richard
Pour les articles homonymes, voir Richard.
Pierre-Alexandre Richard est un architecte français né le 3 avril 1836 à Versailleux dans l’Ain et mort à Lyon (1er arrondissement) le 18 novembre 1920.

## Biographie
Après des études au lycée de Bourg (aujourd'hui Lycée Lalande), il entre à l'École des beaux-arts de Lyon où il obtient en 1858 une mention d'architecture ; il entre en 1859 à l'École des beaux-arts de Paris et suit l'atelier de Charles-Auguste Questel et obtient son diplôme en 1863. Rentrant sur Lyon en 1866, il réalise divers ouvrages.
Il devient membre de la société académique d'architecture de Lyon le 1er juillet 1869 et de la société centrale des architectes en juin 1876.

## Œuvres
- Église de Pont-d'Ain
- Église de Chalamont
- Stand du Grand-Camp de la Doua
- Château Baudrier
- Château Denoyel
- Couvent de Jasseron